# Hrad u Božanova
Hrad u Božanova (též Raubschloss) je zaniklý hrad, který stával na úbočí Broumovských stěn jižně od Božanova a jihozápadně od Studené Vody v okrese Náchod. Hrad byl osídlen v průběhu druhé poloviny třináctého století a dochovaly se z něj pouze terénní relikty opevnění.

## Historie
O hradu se nedochovaly žádné písemné prameny a není známé ani jeho původní jméno. Německý název Raubschloss se objevil poprvé až ve druhé polovině sedmnáctého století v broumovském urbáři, kde je hrad uveden jako sídlo lapků.
Zakladatelem hradu byl pravděpodobně ve druhé polovině třináctého století broumovský klášter, který jej nechal vybudovat v souvislosti se zakládáním nových vsí v okolní krajině během padesátých a šedesátých let třináctého století. Archeologické nálezy svědčí o převládající vojenské funkci sídla, přičemž nevelká hradní posádka měla za úkol střežit hranici klášterních pozemků a Kladska.
Hrad zanikl nejspíše na počátku čtrnáctého století. V té době už bylo klášterní panství stabilizováno a opevnění ztrácelo na významu. Definitivně jeho existenci okolo roku 1300 ukončila vojenská akce.

## Stavební podoba
Hrad býval dvoudílný, ale v jeho blízkosti nebyl prostor pro rozvoj hospodářského zázemí, a jeho zásobování proto bylo zajištěno prostřednictvím Božanova, se kterým hrad spojovala zaniklá cesta. S výjimkou severní strany jej chránil příkop a val, přičemž příkop dosahuje hloubky až 3,5 metru a šířky až osm metrů. Na západě bylo opevnění zničeno výstavbou novodobé lesní cesty. Níže položená část měří 18 × 30 metrů a sloužila nejspíše jako provozní zázemí sídla. Výše položená plošina ji převyšuje o 3,5 metru a měří 15 × 43 metrů. Archeologicky na ní byly odkryty pozůstatky dřevěné budovy.
Poloha hradu umožňovala dohled až do vzdálenosti dvaceti kilometrů a umožňovala tak kontrolovat povodí Stěnavy v Broumovské kotlině až k pásmu Javořích hor, město Broumov nebo přechod do Kladska.

## Přístup
Lokalita je volně přístupná, ale nevede k ní žádná turisticky značená trasa. Do blízkosti hradu vede lesní cesta, která odbočuje z modře značené turistické trasy z Horního Božanova k Machovu.